# Dasineura phlomicola
Dasineura phlomicola är en tvåvingeart som först beskrevs av Nikolai Vasilevich Kovalev 1967.  Dasineura phlomicola ingår i släktet Dasineura och familjen gallmyggor. Inga underarter finns listade i Catalogue of Life.